# Comuna de Świerklany
Świerklany (polaco: Gmina Świerklany) é uma gminy (comuna) na Polónia, na voivodia de Santa Cruz e no condado de Rybnicki.
De acordo com os censos de 2006, a comuna tem 11 266 habitantes, com uma densidade 465,3 hab/km².

## Área
Estende-se por uma área de 24,02 km², incluindo:
- área agrícola: 62%
- área florestal: 15%

## Demografia
Dados de 30 de Junho 2004:
|                      | Total   | Total | Mulheres | Mulheres | Homens  | Homens |
| -------------------- | ------- | ----- | -------- | -------- | ------- | ------ |
|                      | pessoas | %     | pessoas  | %        | pessoas | %      |
| População            | 11 177  | 100   | 5685     | 50,9     | 5492    | 49,1   |
| Densidade (pop./km²) | 465,3   | 100   | 236,7    | 236,7    | 228,6   | 228,6  |

De acordo com dados de 2002, o rendimento médio per capita ascendia a 2116,34 zł.

## Comunas vizinhas
- Jastrzębie-Zdrój, Marklowice, Mszana, Rybnik, Żory